# Marc Thomas (Filmschaffender)
Marc Thomas (* 20. Januar 1975 in Dresden) ist ein deutscher Regisseur, Filmeditor und Kameramann.

## Biografie
Marc Thomas ist gelernter Zimmermann. Nach dem Ende seiner Ausbildung folgte ein Volontariat bei einem lokalen Fernsehsender. Als Live-Regisseur und AVID-Operator entstanden auch, neben zahlreichen Trailer-Produktionen für das mit dem Fernsehpreis ausgezeichnete Jugendmagazin EXIT, erste Kurzfilme wie Fishartwork oder Malen mit Licht.
Er führte Regie bei zahlreichen Werbe- und Dokumentarfilmen, darunter auch das unter der Schirmherrschaft von Tassilo Knauf über Reggio-Pädagogik entwickelte Werk Jahre der Neugier – von Forschern, Träumern, Konstrukteuren, welches in pädagogischen Einrichtungen gefragt ist. Während dieser Zeit debütierte er auch als Theaterregisseur und inszenierte das Stück FUN des Autors James Bosley, das auf verschiedenen Bühnen als moderne Version des Gangsterpaares Bonnie & Clyde aufgeführt wurde. 

## Filmografie
- 2017 Die Slawen – Unsere geheimnisvollen Vorfahren (Editor)
- 2017 Digital Hub. Smart Systems & Infrastructure Hub (Regie)
- 2016 800 Jahre im Wandel – Die Kreuzkirche in Dresden (Editor)
- 2015 Spur der Ahnen – Mein Vater, ein Kettenhund der Nazis (Kamera, Editor)
- 2015 Moritzmonument Castle Dresden (Regie)
- 2015 CrossClusterCooperation C3 (Regie, Kamera)
- 2014 Achim Freyer (Editor)
- 2013 Turnvater Jahn. Der Napoleonhasser (Editor)
- 2013 Lutherjubel in der DDR (Editor)
- 2013 Johnny Logan in Concert (Regie, Editor)
- 2012 Das Heilige Grab von Gernrode (Editor)
- 2012 Einfach sein… für eine freie Musik (Editor)
- 2012 Geschichte Mitteldeutschlands – Karl Stülpner (Regieassistent, Editor)
- 2012 Geschichte Mitteldeutschlands – Karl der Große (Editor)
- 2011 Geschichte Mitteldeutschlands – Die Mätresse des Königs (Editor)
- 2011 Das Pretziener Wehr (Regie, Kamera)
- 2010 Kreuzkirche im Advent (Editor)
- 2010 Geschichte Mitteldeutschlands – Adelheid von Burgund (Editor)
- 2010 Geschichte Mitteldeutschlands – Käthe Kruse (Editor)
- 2010 Tauchen unterm Kyffhäuser – Die Wiedergeburt der Numburghöhle (Editor)
- 2009 Oktoberfilm (Editor)
- 2009 Geschichte Mitteldeutschlands – Kaiser Barbarossa (Editor)
- 2009 Was bleibt – Architektur der Nachkriegsmoderne in Dresden (Editor)
- 2009 Open Text – Digital HR (Die digitale Personalakte) (Regie)
- 2009 Zwischenwände – vom Konzept Menschen zu retten (Regie)
- 2008 Geschichte Mitteldeutschlands – Glück ohne Ruh. Goethe und die Liebe (Editor)
- 2008 Jahre der Neugier – Von Forschern, Träumern, Konstrukteuren (Regie)
- 2007 Geschichte Mitteldeutschlands – Heinrich IV. Der Canossa-Kaiser (Editor)
- 2006 Geschichte Mitteldeutschlands – Katharina die Große (Editor)
- 2005 Ich glaube, er war ein bisschen rebellisch … Walter Hofmann (Editor)
- 2005 Geschichte Mitteldeutschlands – Konrad von Wettin (Editor)
- 2004 Künstler sind gefährlich. Woldemar Winkler, Surrealist der ersten Stunde (Editor)
- 2003 Reinhard Mey – Klaar Kiming (Regie)
- 2001 FUN – Theaterstück (Regie)
- 2000 Das Schwanenservice – Wahrheit & Legende (Editor)
- 2000 Malen mit Licht (Regie)
- 1999 Der Missionshof Lieske (Editor)
- 1998 Friedrich Eduard Bilz (Editor)

## Auszeichnungen
- 2018: intermedia-globe[3] Gold beim World Media Festival in Hamburg für den Film DIGITAL HUB
- 2016: ITVA-Award Gold CrossClusterCooperation C3
- 2016: ITVA-Award Silver CrossClusterCooperation C3
- 2002: SLM Fernsehpreis der Sächsischen Landesmedienanstalt in der Kategorie „Spezialpreis Produktionstechnik – Kamera-Ton-Schnitt“ für Malen mit Licht[4]
- 1999: SLM Fernsehpreis der Sächsischen Landesmedienanstalt, 1. Preis in der Kategorie „Einzelbeitrag“ für Der Missionshof Lieske[5]
- 1998: SLM Fernsehpreis der Sächsischen Landesmedienanstalt, 2. Preis in der Kategorie „Einzelbeitrag“ für Friedrich Eduard Bilz – oder Wie werde ich Millionär?[6]
- 1997: SLM Fernsehpreis der Sächsischen Landesmedienanstalt, 1. Preis in der Kategorie „Werbespot“ für Casio[7]
- 1996: SLM Fernsehpreis der Sächsischen Landesmedienanstalt, 1. Preis für EXIT – das Jugendmagazin aus Dresden Fernsehen[8]